# Eugen Bolz
Eugen Anton Bolz (ur. 15 grudnia 1881 w Rottenburgu, zm. 23 stycznia 1945 w Berlinie) – niemiecki prawnik, polityk katolickiej partii Centrum (niem. Deutsche Zentrumspartei), poseł do Reichstagu (1912–1918, 1920–1933), w 1919–1920 członek Zgromadzenia Narodowego (niem. Weimarer Nationalversammlung), członek wirtemberskiego Landtagu (1913–1933), minister sprawiedliwości (1919–1924), minister spraw wewnętrznych (1924–1933), a także prezydent Landu Wirtembergia (1928–1933). Opozycjonista, aktywnie zaangażowany w antynazistowską działalność konspiracyjną, m.in. w przypadku powodzenia zamachu z 20 lipca 1944 na Adolfa Hitlera, miał objąć stanowisko ministerialne w strukturach nowego rządu Carla Friedricha Goerdelera. Aresztowany, skazany na śmierć przez nazistowski Trybunał Ludowy (niem. Volksgerichtshof), stracony w więzieniu Plötzensee.

## Życiorys
Eugen Bolz dorastał w rodzinie o silnych tradycjach katolickich. Był dwunastym dzieckiem Josepha Bolza (1832–1899), prowadzącego w Rottenburgu sklep z artykułami kolonialnymi, i jego żony Marii Theresii z d. Huber (1841–1918). Po zdaniu matury w Stuttgarcie, podjął studia prawnicze w Tybindze, studiował po jednym semestrze w Bonn i Berlinie. W okresie nauki wstąpił do korporacji akademickiej AV Guestfalia, wchodzącej w skład katolickiego związku korporacji akademickich Cartellverband. W 1905 złożył egzamin państwowy i rozpoczął pracę w Sądzie Rejonowym (niem. Amtsgericht) w Rottenburgu, odbył również praktykę w Sądzie Krajowym w Ravensburgu. Po złożeniu drugiego egzaminu państwowego w 1909, pracował w prokuraturze w Ulm. W 1911, po wielomiesięcznym pobycie w Berlinie, objął stanowisko asesora w prokuraturze w Stuttgarcie.
Wcześnie wstąpił do młodzieżówki katolickiej partii Centrum, tzw. Windthorstbund – organizacji młodzieżowej nazwanej imieniem Ludwiga Windthorsta, a następnie do partii Centrum, z ramienia której zasiadał w Reichstagu (1912–1918, 1920–1933) oraz w Landtagu Wirtembergii (1913–1933). Podczas I wojny światowej Bolz przebywał na froncie zachodnim, a także pracował w urzędzie ds. odszkodowań (niem. Reichsentschädigungsamt) w Brukseli. W 1919–1920 był członkiem Zgromadzenia Narodowego (niem. Weimarer Nationalversammlung). W 1919, po śmierci Johannesa von Kienego (1852–1919), został ministrem sprawiedliwości w Wirtembergii – w rządzie Wilhelma Blosa (SPD), a pięć lat później ministrem spraw wewnętrznych. W 1920 poślubił Marię Hoeness (1882–1948), z którą miał jedną córkę Mechtild.

Bolz reprezentował w polityce filozofię chrześcijańską: 

Zestawienie nauk Kościoła katolickiego o państwie, polityce kulturalnej, socjalnej i gospodarczej, stosunkach pomiędzy narodami, daje program polityczny

### Prezydent Wirtembergii

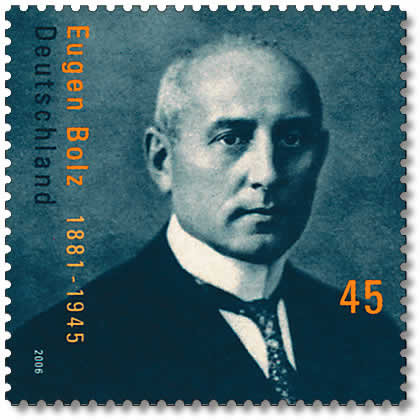
Okolicznościowy znaczek wydany w 2006 przez pocztę niemiecką, upamiętniający Eugena Bolza

W 1928 Bolz został wybrany na prezydenta Landu Wirtembergii przez koalicję centro-prawicową, zastępując na tym stanowisku Wilhelma Bazille’a. Stanął na czele koalicji rządzącej, współtworzonej przez Bürgerpartei – regionalną partię Niemieckiej Narodowej Partii Ludowej (niem. Deutschnationale Volkspartei, DNVP) i Bauernbund. W 1930 koalicja została poszerzona o przedstawicieli Niemieckiej Partii Ludowej (niem. Deutsche Volkspartei, DVP) i Niemieckiej Partii Demokratycznej (niem. Deutsche Demokratische Partei, DDP).
Popierał politykę kanclerza Heinricha Brüninga. Po dojściu do władzy Adolfa Hitlera Brüning szukał parlamentarnego porozumienia z NSDAP. Bolz wraz z Friedrichem Dessauerem, Thomasem Esserem i Josephem Joosem negocjował porozumienie z parlamentarzystami NSDAP w kwestii programu gospodarczego. Posłowie Centrum głosowali za kandydaturą Hermanna Göringa na prezydenta Reichstagu.
Jako prezydent Wirtembergii przyczynił się do elektryfikacji kraju. Był jednym z założycieli krajowego instytutu kredytowego – Württembergische Landeskreditanstalt. W okresie wielkiego kryzysu prowadził politykę oszczędności, kładąc nacisk na obniżanie kosztów funkcjonowania państwa. W tym kontekście rozważał nawet połączenie Wirtembergii z sąsiadującą Badenią, jednak wysoki dług publiczny Badenii uniemożliwił te plany.

Bolz wcześnie rozpoznał zagrożenia związane z politycznym kursem Hitlera i NSDAP. 12 lutego 1933 przed reprezentantami partii Centrum ze Szwabii skrytykował politykę Hitlera, stwierdzając, że naziści promują: 

nową koncepcję państwa, koncepcję, która stanowi, że państwo może i jest uprawnione robić wszystko. Jednostka jest niczym i nic nie znaczy. Oznacza to w zasadzie absolutne zaprzeczenie każdej wolności jednostkowej. Taka doktryna jest w pełnej sprzeczności z doktryną praw naturalnych i z naszą koncepcją chrześcijańską. Nie mogę zrozumieć, jak katolicy mogą podzielać taką koncepcję państwa, z której w końcu wynika, że żadna forma wolności nie może przetrwać, nawet wolność wyznania

 Eugen Bolz i jego rząd odmówili wprowadzenia w życie w Wirtembergii tzw. Reichstagsbrandverordnung – dekretu „O ochronie narodu i państwa” (niem. Verordnung zum Schutz von Volk und Staat), który został podpisany przez prezydenta Rzeszy Paula von Hindenburga w trybie art. 48 konstytucji Republiki Weimarskiej (regulującego tzw. stany nadzwyczajne) 28 lutego 1933 – po pożarze Reichstagu w nocy z 27 na 28 lutego 1933. Dekret ten, wydany tydzień przed przedterminowymi wyborami do Reichstagu, zawieszał „czasowo” podstawowe prawa obywatelskie zawarte w konstytucji Republiki Weimarskiej z 1919 (niem. Die Verfassung des Deutschen Reiches lub też Weimarer Reichsverfassung), m.in. tajemnicę korespondencji, wolność zgromadzeń, nietykalność osobistą obywateli i ich mieszkań, dopuszczał tzw. „areszt prewencyjny”, czyli internowanie bez nakazu sądowego przez policję (i policję pomocniczą) i wolność publikacji. Co najważniejsze – zawieszał również możliwość sądowej kontroli decyzji administracyjnych podjętych w jego trybie (brak możliwości odwołania się do sądu).
W wyborach 5 marca 1933 NSDAP uzyskała 43,9% głosów, co zapewniło jej 288 z 647 miejsc w Reichstagu. Koalicyjna Niemiecka Narodowa Partia Ludowa (niem. Deutschnationale Volkspartei, DNVP) uzyskała 8% głosów. Socjaldemokratyczna Partia Niemiec (niem. Sozialdemokratische Partei Deutschlands, SPD) uzyskało 18,3%, Komunistyczna Partia Niemiec (niem. Kommunistische Partei Deutschlands, KPD), pomimo zmasowanego terroru – 12,5%, Centrum – 11,2%. Hitler liczył na samodzielną, bezwzględną większość dla NSDAP, tymczasem tylko nieznaczną większość bezwzględną uzyskała koalicja rządowa NSDAP i DNVP. Frekwencja wyborcza była rekordowa w historii Republiki Weimarskiej i wynosiła 88,8% uprawnionych do głosowania. Również w Wirtembergii frekwencja była bardzo wysoka – ok. 86%, a NSDAP zanotowała wzrost poparcia z 26,5% w listopadzie 1932 do 42%, co było zasługą agresywnej kampanii wyborczej prowadzonej przy użyciu państwowego radia. Poparcie dla partii Centrum spadło z 20% do 17%, pomimo zanotowanego wzrostu absolutnej liczby głosów. Trzy dni po wyborach, rząd Rzeszy, na mocy dekretu „O ochronie narodu i państwa” (niem. Verordnung zum Schutz von Volk und Staat) wprowadził w Wirtembergii premiera komisarycznego – Dietricha von Jagowa, posła NSDAP do Reichstagu i szefa wirtemberskiej SA. 11 marca 1933 Bolza na stanowisku prezydenta zastąpił Gauleiter Wilhelm Murr, którego kandydaturę poparły NSDAP, DNVP i Bauernbund.
Pod naciskiem członków frakcji Centrum w Reichstagu Bolz zagłosował za przyjęciem tzw. Ermächtigungsgesetz – ustawy upoważniającej (Ustawy o pełnomocnictwach), której oficjalna nazwa to: Ustawa o usunięciu zagrożenia narodu i państwa (niem. Gesetz zur Behebung der Not von Volk und Reich). Wobec Centrum Hitler zastosował mieszankę werbalnych gołosłownych obietnic (zachowania praworządności i oszczędnego korzystania przez rząd z ustawowych uprawnień) i szantażu masowymi represjami policyjnymi i terrorem SA, a także możliwością wybuchu wojny domowej w przypadku nieuchwalenia ustawy. Pomimo braku gwarancji na piśmie, politycy Centrum, w tym Heinrich Brüning, Joseph Ersing i prałat Ludwig Kaas, zgodzili się poprzeć ustawę Ermachtigungsgesetz i wraz z całym klubem Centrum głosowali za jej przyjęciem w Reichstagu. Ustawa nadawała rządowi Rzeszy prawo wydawania rozporządzeń z mocą ustawy bez udziału parlamentu.
Po przeniesieniu prałata Ludwiga Kassa do Rzymu Bolz znalazł się w zarządzie partii Centrum, lecz odmówił przyjęcia stanowiska jej przewodniczącego.
W czerwcu 1933 Bolz został aresztowany i wiele tygodni spędził w więzieniu w twierdzy Hohenasperg (niem. Festung Hohenasperg), gdzie przebywali więźniowie polityczni związani z partiami i organizacjami katolickimi, socjaldemokratycznymi i komunistycznymi.

### Działalność konspiracyjna
Po wyjściu z więzienia Bolz znalazł schronienie w opactwie w Beuron. Po wykluczeniu z życia politycznego żył z renty urzędniczej. Pracował jako doradca podatkowy opactwa i doradzał w kwestiach prawnych katolickiej organizacji charytatywnej Caritas. Planował podjęcie dalszych studiów na politechnice w Stuttgarcie, lecz zostało mu to zabronione. Na własną rękę studiował zagadnienia ekonomiczne i kwestie społeczne, m.in. czytając encykliki papieskie. Wyniki swoich przemyśleń zawarł w tekście pt. „Akcja katolicka i polityka” (niem. Katholische Aktion und Politik). W tym okresie Bolz spotykał się regularnie w stuttgarckim lokalu Der Europäische Hof z przyjaciółmi, m.in. z politykami chrześcijańskimi Josefem Andrem, Josefem Beyerlem, Josephem Ersingem, Wilhelmem Simpfendörferem, Feliksem Walterem i Gebhardem Müllerem. W 1941 kontakt z Bolzem nawiązał Carl Friedrich Goerdeler, który przekazywał mu informacje na temat działalności konspiracyjnej w kręgach Wehrmachtu. Bolz rozpoczął regularne spotkania w Goerdelerem i pozostawał w bliskim kontakcie z kręgiem jego zaufanych współpracowników. W maju 1944 zadeklarował, w przypadku powodzenia zamachu na Adolfa Hitlera, gotowość objęcia stanowiska ministra w przyszłym rządzie. Goerdeler przewidział dla niego tekę ministra edukacji. Sam jednak odrzucał opcję przejęcia władzy siłą.

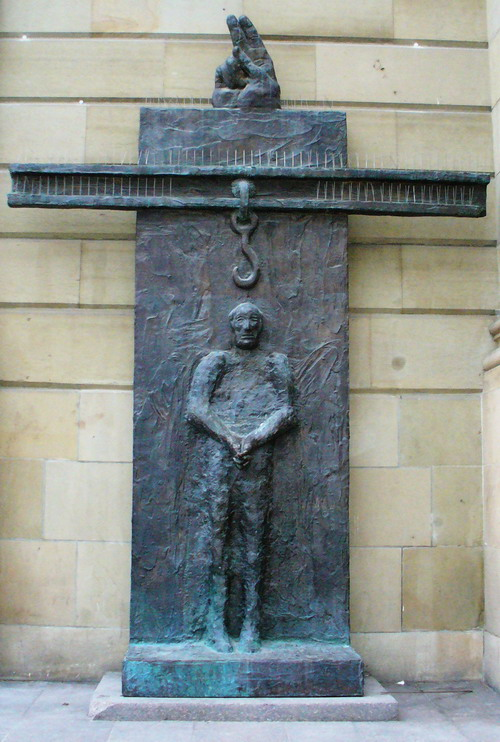
Pomnik upamiętniający Egena Bolza przy Bolzstraße w Stuttgarcie

Po nieudanym zamachu z 20 lipca 1944 Bolz został aresztowany 12 sierpnia 1944 wskutek donosu do Gestapo. W areszcie poddano go torturom i głodzono. 21 grudnia 1944 Trybunał Ludowy (niem. Volksgerichtshof) skazał go na śmierć. Wyrok uzasadniono: 

Eugen Bolz zadeklarował Goerdelerwi gotowość objęcia stanowiska ministra w jego rządzie w przypadku naszej klęski i prowadził wiele rozmów z najbliższymi współpracownikami Goerdelera. Na zawsze zhańbiony zostaje za to skazany na karę śmierci.

 Próby uzyskania aktu łaski u Hitlera i interwencje u nuncjusza apostolskiego w Niemczech Cesare Orsenigo nie powiodły się. Bolz został stracony 23 stycznia 1945 w więzieniu Plötzensee wraz z Helmutem Jamesem von Moltke, Theodorem Haubachem, Franzem Sperrem, Nikolausem Grossem i Erwinem Planckiem.

## Upamiętnienie
- Szkoła w Rottenburgu, do której uczęszczał Bolz nosi jego imię. Jego imieniem nazwano również szkoły w Bad Waldsee, Ellwangen, Kornwestheim, Meckenbeueren i Wolpertswende[19]
- W 1994 założono fundację im. E. Bolza, powiązaną z katolicką organizacją korporacji akademickich Cartellverband, której celem jest wspieranie edukacji demokratycznej i obywatelskiej. Od 1997 fundacja przyznaje nagrodę im. Eugena Bolza (niem. Eugen-Bolz-Preis)[20].
- 9 listopada 2006 niemiecka poczta wydała okolicznościowy znaczek o nominale 45 centów, upamiętniający Eugena Bolza.
- Na domu przy Königstraße 53 w Rottenburgu, w którym urodził się Bolz znajduje się brązowa tablica pamiątkowa.
- W Landtagu Badenii-Wirtembergii jedna z sal posiedzeń nosi imię Bolza[1].
- W centrum Stuttgartu przy Bolzstraße stoi pomnik upamiętniający Eugena Bolza, wykonany przez Alfreda Hrdlicka[21].
- W 2004 imieniem Bolza nazwano nowy dzwon w kościele św. Maurycego w Rottenburgu[22].

## Literatura dodatkowa
1. Wilhelm Kohler: Leben und Martyrium unseres Staatspräsidenten Dr. Eugen Bolz. Schramberg: Ackermann Verlag, 1947. (niem.). Brak numerów stron w książce
2. Alois Dangelmaier: Staatspräsident Dr. Eugen Bolz als Mann u. Staatsmann. Stuttgart: Schwabenverlag, 1948. (niem.). Brak numerów stron w książce
3. Rudolf Morsey: Eugen Bolz (1881–1945). W: Jürgen Aretz, Anton Rauscher: Zeitgeschichte in Lebensbildern. T. 5. Mainz: 1982. (niem.). Brak numerów stron w książce
4. Joachim Köhler: Eugen Bolz. Württembergischer Minister und Staatspräsident. W: Michael Bosch, Wolfgang Niess (wyd.): Der Widerstand im deutschen Südwesten 1933–1945. Stuttgart: Landeszentrale für Politische Bildung Baden-Württemberg, 1984. (niem.). Brak numerów stron w książce
5. Joachim Sailer: Eugen Bolz und die Krise des politischen Katholizismus in der Weimarer Republik. Tübingen: bibliotheca academica Verlag, 1994. ISBN 3-928471-09-0. (niem.). Brak numerów stron w książce
6. Joachim Köhler (wyd.): Christentum und Politik. Dokumente des Widerstands. Sigmaringen: Thorbecke-Verlag, 1996. ISBN 3-7995-4083-0. (niem.). Brak numerów stron w książce
7. Frank Raberg: Eugen Bolz. Zwischen Pflicht und Widerstand. Leinfelden-Echterdingen: DRW-Verlag Weinbrenner, 2009. ISBN 978-3-87181-716-8. (niem.). Brak numerów stron w książce